# مراجعات نقدية في الهندسة الطبية الحيوية
المراجعات النقدية في الهندسة الطبية الحيوية هي مجلة علمية يتم مراجعتها كل شهرين من قبل بيجل هاوس تغطي الهندسة الطبية الحيوية والهندسة الحيوية والهندسة السريرية والموضوعات ذات الصلة. رئيس التحرير هو شينتشونغ لي.

## روابط خارجية
- الموقع الرسمي